# BBCレディオフォニック・ワークショップ
BBCレディオフォニック・ワークショップ（英: BBC Radiophonic Workshop）は、1958年、イギリスの放送局英国放送協会 (BBC) の中に電子音楽の研究所として、ダフネ・オラムとデズモンド・ブリスコーによって創設された。